# Phytomyza jugalis
Phytomyza jugalis este o specie de muște din genul Phytomyza, familia Agromyzidae, descrisă de Friedrich Georg Hendel în anul 1935.
Este endemică în Italia. Conform Catalogue of Life specia Phytomyza jugalis nu are subspecii cunoscute.